# Crocidura dhofarensis
Crocidura dhofarensis е вид бозайник от семейство Земеровкови (Soricidae).

## Разпространение
Видът е разпространен в Оман.